# Myrmecomantis
Myrmecomantis es un género monotípico de las mantis, de la familia Amorphoscelidae, del orden Mantodea. Tiene 1 especie reconocidas científicamente.

## Especies
- Myrmecomantis atra (Giglio-Tos, 1913)